# E-Prix de Berlín de 2018
El Berlín ePrix de 2018, oficialmente 2017-18 FIA Fórmula E BMW i Berlín E-Prix, fue una carrera de monoplazas eléctricos del campeonato de la FIA de Fórmula E que tuvo lugar el 19 de mayo de 2018 en el Circuito del aeropuerto Berlín-Tempelhof de Berlín, Alemania.

## Entrenamientos libres
Todos los horarios corresponden al huso horario local (UTC+2).

### Primeros libres
| Hora de inicio 9:00 - Hora de finalización 9:45 |     |                  |                    |          |            |         |
| Pos.                                            | N.º | Piloto           | Equipo             | Tiempo   | Diferencia | Vueltas |
| 1                                               | 23  | Nick Heidfeld    | Mahindra Racing    | 1:09.697 | —          | 12      |
| 2                                               | 9   | Sébastien Buemi  | Renault e.dams     | 1:10.171 | +0.474     | 23      |
| 3                                               | 25  | Jean-Éric Vergne | Techeetah          | 1:10.350 | +0.653     | 21      |
| 4                                               | 19  | Felix Rosenqvist | Mahindra Racing    | 1:10.543 | +0.846     | 23      |
| 5                                               | 16  | Oliver Turvey    | NIO Formula E Team | 1:10.588 | +0.891     | 24      |
| Fuente:fiaformulae.com                          |     |                  |                    |          |            |         |

### Segundos libres
| Hora de inicio 11:30 - Hora de finalización 12:00 |     |                  |                           |          |            |         |
| Pos.                                              | N.º | Piloto           | Equipo                    | Tiempo   | Diferencia | Vueltas |
| 1                                                 | 25  | Jean-Éric Vergne | Techeetah                 | 1:09.438 | —          | 16      |
| 2                                                 | 19  | Felix Rosenqvist | Mahindra Racing           | 1:09.533 | +0.095     | 21      |
| 3                                                 | 18  | André Lotterer   | Techeetah                 | 1:09.568 | +0.130     | 18      |
| 4                                                 | 1   | Lucas Di Grassi  | Audi Sport ABT Schaeffler | 1:09.584 | +0.146     | 15      |
| 5                                                 | 9   | Sébastien Buemi  | Renault e.dams            | 1:09.606 | +0.168     | 16      |
| Fuente:fiaformulae.com                            |     |                  |                           |          |            |         |

## Clasificación
Todos los horarios corresponden al huso horario local (UTC+2).

### Resultados
| Hora de inicio 14:00 - Hora de finalización 14:36 |     |                        |                           |          |            |    |
| Pos.                                              | N.º | Piloto                 | Equipo                    | Tiempo   | Diferencia | P. |
| 1                                                 | 1   | Lucas Di Grassi        | Audi Sport ABT Schaeffler | 1:09.620 | —          | SP |
| 2                                                 | 25  | Jean-Éric Vergne       | Techeetah                 | 1:09.765 | +0.145     | SP |
| 3                                                 | 66  | Daniel Abt             | Audi Sport ABT Schaeffler | 1:09.774 | +0.154     | SP |
| 4                                                 | 7   | Jérôme d'Ambrosio      | Dragon Racing             | 1:09.938 | +0.318     | SP |
| 5                                                 | 16  | Oliver Turvey          | NIO Formula E Team        | 1:09.943 | +0.323     | SP |
| 6                                                 | 19  | Felix Rosenqvist       | Mahindra Racing           | 1:09.951 | +0.331     | 6  |
| 7                                                 | 9   | Sébastien Buemi        | Renault e.dams            | 1:09.994 | +0.374     | 7  |
| 8                                                 | 36  | Alex Lynn              | DS Virgin Racing          | 1:10.002 | +0.382     | 8  |
| 9                                                 | 20  | Mitch Evans            | Panasonic Jaguar Racing   | 1:10.087 | +0.467     | 9  |
| 10                                                | 2   | Sam Bird               | DS Virgin Racing          | 1:10.087 | +0.467     | 10 |
| 11                                                | 6   | José María López       | Dragon Racing             | 1:10.105 | +0.485     | 11 |
| 12                                                | 4   | Tom Dillmann           | Venturi Formula E Team    | 1:10.214 | +0.594     | 12 |
| 13                                                | 5   | Maro Engel             | Venturi Formula E Team    | 1:10.248 | +0.628     | 13 |
| 14                                                | 23  | Nick Heidfeld          | Mahindra Racing           | 1:10.264 | +0.644     | 14 |
| 15                                                | 3   | Nelson Piquet Jr.      | Panasonic Jaguar Racing   | 1:10.270 | +0.650     | 15 |
| 16                                                | 27  | Stéphane Sarrazin      | MS&AD Andretti Formula E  | 1:10.315 | +0.695     | 16 |
| 17                                                | 28  | António Félix da Costa | MS&AD Andretti Formula E  | 1:10.417 | +0.797     | 17 |
| 18                                                | 18  | André Lotterer         | Techeetah                 | 1:10.598 | +0.978     | 20 |
| 19                                                | 68  | Luca Filippi           | NIO Formula E Team        | 1:10.601 | +0.981     | 18 |
| 20                                                | 8   | Nicolas Prost          | Renault e.dams            | 1:10.618 | +0.998     | 19 |
| Fuente:fiaformulae.com                            |     |                        |                           |          |            |    |

Notas:
1. ↑  «Berlin - EN». Formula E (en inglés británico). Archivado desde el original el 10 de mayo de 2018. Consultado el 19 de mayo de 2018.
2. 1 2 3  «Berlín ePrix: La Fórmula E vuelve a la capital alemana». SoyMotor.com. Consultado el 19 de mayo de 2018.
3. 1 2 3  «Race Results – Formula E». www.fiaformulae.com (en inglés). Archivado desde el original el 21 de mayo de 2018. Consultado el 19 de mayo de 2018.
4. 1 2 3 4 5  Las primeras 5 posiciones de la parrilla van a ser determinadas por una Super Pole.
5. ↑  Fue sancionado con 10 puestos en la grilla de largada por causar un accidente en la carrera anterior.

### Super Pole
| Hora de inicio 14:45 - Hora de finalización 15:00 |     |                   |                           |          |            |    |
| Pos.                                              | N.º | Piloto            | Equipo                    | Tiempo   | Diferencia | P. |
| 1                                                 | 66  | Daniel Abt        | Audi Sport ABT Schaeffler | 1:09.472 | —          | 1  |
| 2                                                 | 16  | Oliver Turvey     | NIO Formula E Team        | 1:09.735 | +0.263     | 2  |
| 3                                                 | 25  | Jean-Éric Vergne  | Techeetah                 | 1:09.991 | +0.519     | 3  |
| 4                                                 | 7   | Jérôme d'Ambrosio | Dragon Racing             | 1:10.054 | +0.582     | 4  |
| 5                                                 | 1   | Lucas Di Grassi   | Audi Sport ABT Schaeffler | 1:10.498 | +1.026     | 5  |
| Fuente:fiaformulae.com                            |     |                   |                           |          |            |    |

Notas:

## Carrera
Todos los horarios corresponden al huso horario local (UTC+2).
| Hora de inicio 18:00   |     |                        |                           |       |                 |    |        |
| Pos.                   | N.º | Piloto                 | Equipo                    | Vtas. | Tiempo/Retirado | P. | Puntos |
| 1                      | 66  | Daniel Abt             | Audi Sport ABT Schaeffler | 45    | 55:35.546       | 1  | 29     |
| 2                      | 1   | Lucas Di Grassi        | Audi Sport ABT Schaeffler | 45    | +6.758          | 5  | 18     |
| 3                      | 25  | Jean-Éric Vergne       | Techeetah                 | 45    | +12.894         | 3  | 15     |
| 4                      | 9   | Sébastien Buemi        | Renault e.dams            | 45    | +17.282         | 7  | 12     |
| 5                      | 16  | Oliver Turvey          | NIO Formula E Team        | 45    | +19.620         | 2  | 10     |
| 6                      | 20  | Mitch Evans            | Panasonic Jaguar Racing   | 45    | +24.586         | 9  | 8      |
| 7                      | 2   | Sam Bird               | DS Virgin Racing          | 45    | +34.610         | 10 | 6      |
| 8                      | 5   | Maro Engel             | Venturi Formula E Team    | 45    | +37.814         | 13 | 4      |
| 9                      | 18  | André Lotterer         | Techeetah                 | 45    | +44.359         | 20 | 2      |
| 10                     | 23  | Nick Heidfeld          | Mahindra Racing           | 45    | +45.931         | 14 | 1      |
| 11                     | 19  | Felix Rosenqvist       | Mahindra Racing           | 45    | +46.381         | 6  |        |
| 12                     | 3   | Nelson Piquet Jr.      | Panasonic Jaguar Racing   | 45    | +49.087         | 15 |        |
| 13                     | 4   | Tom Dillmann           | Venturi Formula E Team    | 45    | +50.150         | 12 |        |
| 14                     | 8   | Nicolas Prost          | Renault e.dams            | 45    | +50.381         | 19 |        |
| 15                     | 28  | António Félix da Costa | MS&AD Andretti Formula E  | 45    | +52.715         | 17 |        |
| 16                     | 36  | Alex Lynn              | DS Virgin Racing          | 45    | +53.000         | 8  |        |
| 17                     | 68  | Luca Filippi           | NIO Formula E Team        | 45    | +53.302         | 18 |        |
| 18                     | 6   | José María López       | Dragon Racing             | 45    | +53.611         | 11 |        |
| 19                     | 7   | Jérôme d'Ambrosio      | Dragon Racing             | 45    | +54.289         | 4  |        |
| 20                     | 27  | Stéphane Sarrazin      | MS&AD Andretti Formula E  | 45    | +1:06.954       | 16 |        |
| Fuente:fiaformulae.com |     |                        |                           |       |                 |    |        |

Notas:
1. ↑  Tres puntos adicionales para el que marco la pole position y un punto adicional para el que marcó la vuelta rápida en carrera. (Daniel Abt)